# Jonah (Vorname)
Jonah [ˈd͡ʒoʊ.nə] ist ein männlicher englischer Vorname.

## Herkunft und Bedeutung
→ Hauptartikel: Jonas
Jonah ist die englische Variante des hebräischen Namens יוֹנָה jōnâ.

## Verbreitung
Vor den 1970er Jahren wurde der Name Jonah in den USA kaum vergeben. Seit der Mitte der 1990er Jahre ist der Name mäßig beliebt. Im Jahr 2021 belegte er Rang 140 der Hitlisten. In England und Wales wird der Name ähnlich selten vergeben. In Nordirland ist der Name dagegen sehr beliebt und belegte im Jahr 2021 Rang 23 in den Vornamenscharts. In Schottland befindet sich der Name seit Mitte der 1990er Jahre regelmäßig in den Vornamenscharts. Der Name kommt in Irland seit 1964 jedes Jahr in den Hitlisten vor, jedoch wird er in einem geringen Volumen vergeben. In Kanada wird der Name seit 1980 alljährlich bei der Namenswahl berücksichtigt und gilt als mäßig populär.
Jonah wird in den Niederlanden seit den frühen 1970er Jahren jedes Jahr vergeben. Seit der Jahrtausendwende befindet sich der Name in einem Aufwärtstrend. Im Jahr 2024 lag er auf Rang 128. Der Name wird in Belgien seit 1995 jedes Jahr gewählt, aber in einem geringen Umfang. In Frankreich ist der Name seit 1995 durchgehend in den Vornamenscharts vertreten. Er ist aber nicht sonderlich beliebt. Im Jahr 2024 belegte er Rang 400. Der Name ist in den nordischen Ländern Norwegen und Schweden mäßig beliebt und in Dänemark eher selten vertreten.
In Deutschland kommt der Name seit den frühen 1990er Jahren regelmäßig in der Namensgebung vor. Seit einigen Jahren hat er sich in den Top-100 etabliert. In den letzten 10 Jahren wurde der Name circa 13.100 Mal vergeben. In Österreich befindet sich der Name seit 1993 in den Hitlisten. Seit 2006 ist er in einem Aufwärtstrend. Im Jahr 2022 belegte er seine beste Platzierung mit Rang 91. Von 1984 bis 2023 wurden rund 680 Jungen so genannt. Der Name wird in der Schweiz seit Mitte der 1990er Jahre jedes Jahr vergeben. Von 1930 bis 2023 wurde er rund 720 Mal gewählt. Die Vergabe ist auch in Liechtenstein nachgewiesen.

## Bekannte Namensträger

### Vorname
- Jonah Ayunga (* 1997), englischer Fußballspieler kenianischer Herkunft
- Jonah Barrington (* 1941), irischer Squashspieler
- Jonah Bobo (* 1997), US-amerikanischer Kinderdarsteller und Schauspieler
- Jonah Bolden (* 1996), australischer Basketballspieler
- Jonah Bryant (* 2005), englischer Squashspieler
- Jonah Natan Duchowny (* 2005), thailändisch-US-amerikanischer Fußballspieler
- Jonah Fabisch (* 2001), deutsch-simbabwischer Fußballspieler
- Jonah Gadjovich (* 1998), kanadischer Eishockeyspieler
- Jonah Goldberg (* 1969), US-amerikanischer Publizist und Kommentator
- Jonah Harris (* 1999), nauruischer Leichtathlet
- Jonah Hauer-King (* 1995), britisch-US-amerikanischer Schauspieler
- Jonah Hill (* 1983), US-amerikanischer Schauspieler und Drehbuchautor
- Jonah Jackson (* 1997), US-amerikanischer American-Football-Spieler
- Jonah Jones (1908–2000), US-amerikanischer Jazz-Trompeter
- Jonah Koech (* 1996), US-amerikanischer Mittelstreckenläufer kenianischer Herkunft
- Jonah Kūhiō Kalaniana’ole (1871–1922), US-amerikanischer Politiker
- Jonah Lomu (1975–2015), neuseeländischer Rugby-Union-Spieler
- Jonah Lotan (* 1973), israelischer Schauspieler
- Jonah Matranga (* 1969), US-amerikanischer Sänger und Gitarrist
- Jonah Osabutey (* 1998), ghanaischer Fußballspieler
- Jonah Plock (* 1998), Schweizer Ruderer
- Jonah Rausch (* 1990), deutscher Schauspieler und Synchronsprecher
- Jonah Sanford (1790–1867), US-amerikanischer Jurist und Politiker
- Jonah Sharp (* vor 1990), schottischer Ambient-Musiker
- Jonah Sievers (* 1971), deutscher Rabbiner
- Jonah Sticker (* 2004), deutscher Fußballspieler
- Jonah Walker-Smith (1874–1964), britischer Politiker
- Jonah Williams (* 1997), US-amerikanischer American-Football-Spieler (Offensive Tackle, Cincinnati Bengals)

### Kunstfigur
- Jonah Hex, Revolverheld in der gleichnamigen Comic-Reihe